# Fontaines dites du Coq, de la Vierge et des Sept Saints de Bretagne
Les fontaines dites du Coq, de la Vierge et des Sept Saints de Bretagne sont situées à Bulat-Pestivien, en France.

## Localisation
Les trois fontaines sont situées sur le territoire de la commune de Bulat-Pestivien dans le département des Côtes-d'Armor, en région Bretagne. La fontaine de la Vierge est située dans le cimetière, les deux autres sont situées presque l'une en face de l'autre, de part et d'autre de la route départementale 50.

## Historique
Les trois fontaines sont classées au titre des monuments historiques par arrêté du 10 septembre 1913.

## Galerie

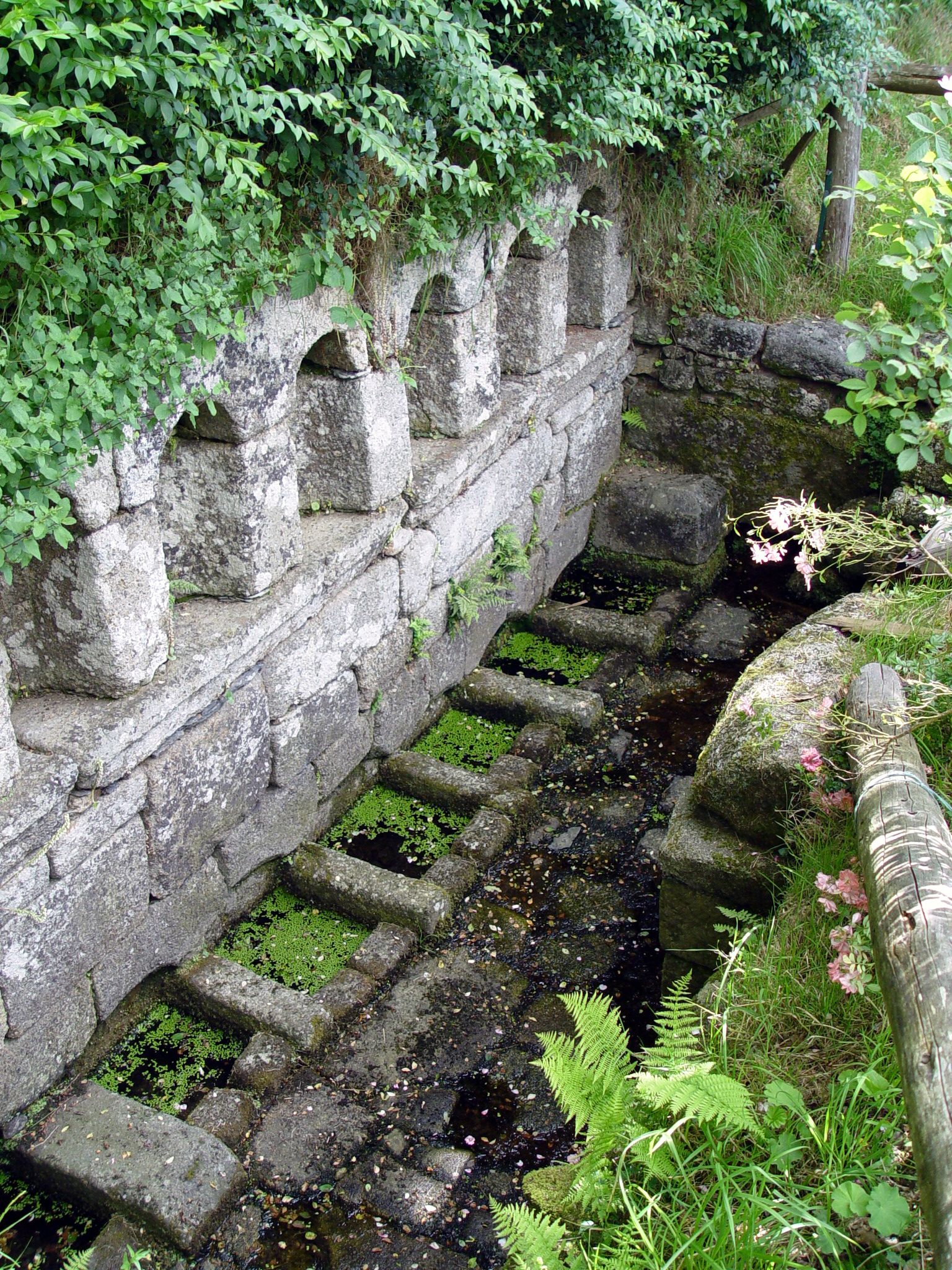
Fontaine des Sept Saints.
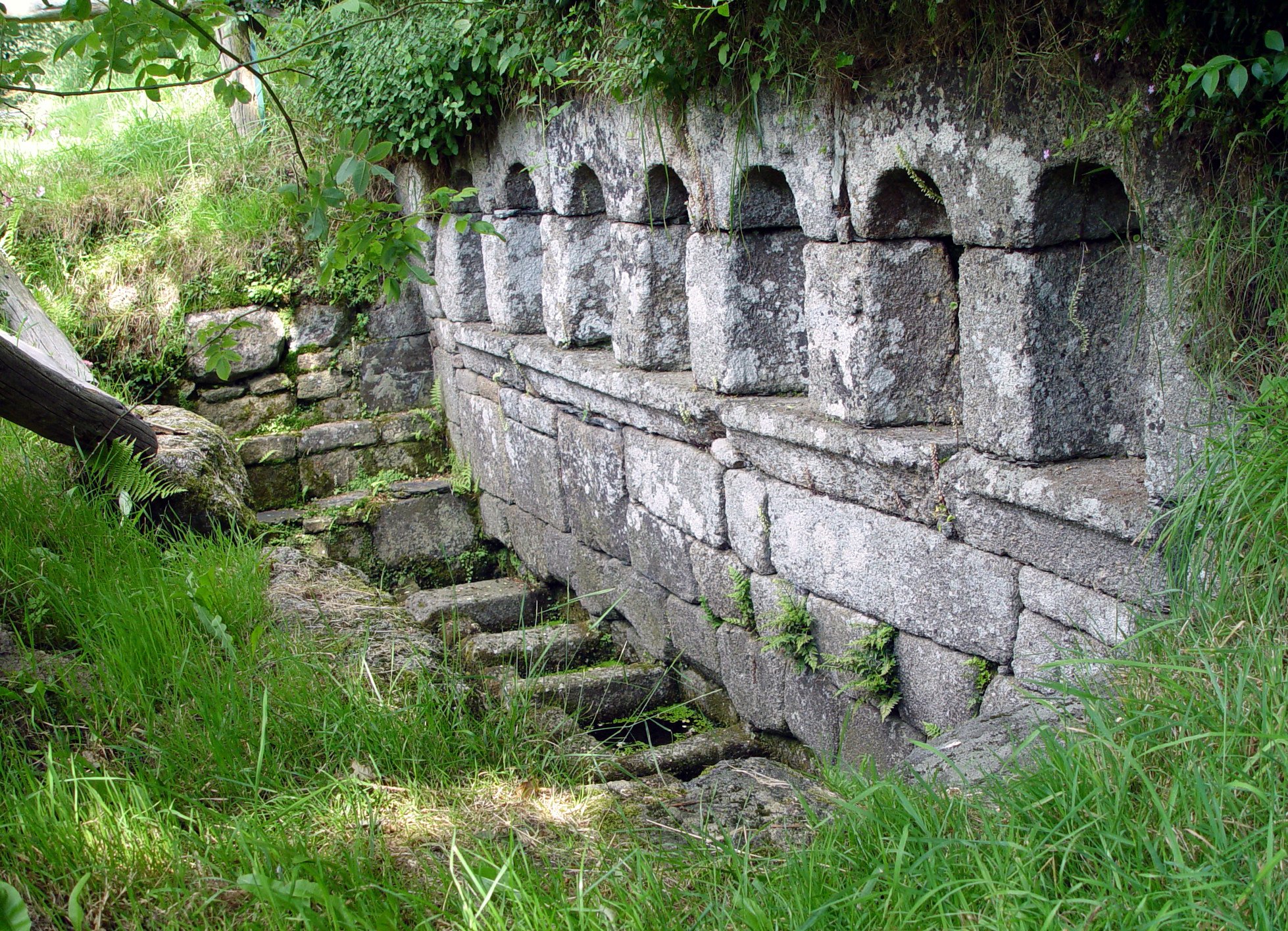
Fontaine des Sept Saints.